# Fabergéägg

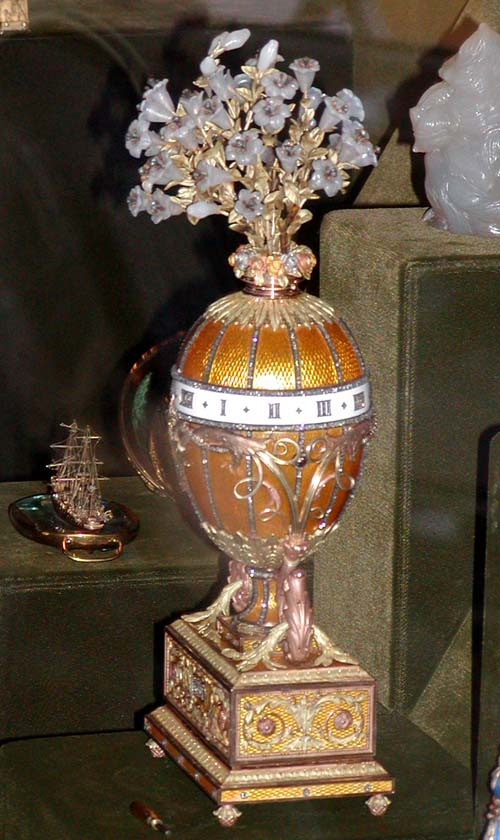
Exempel på Fabergé-ägg, här "Bukett med Madonnaliljor" från 1899

Fabergéägg är diamantbesatta och emaljerade påskägg som Peter Carl Fabergé och hans företag gjorde på beställning åt den ryske tsaren mellan 1885 och 1917. De drygt 50 Fabergéäggen anses vara bland det absolut bästa inom juvelerarkonsten. I vidare bemärkelse kan begreppet avse alla de påskägg Fabergés juvelerarfirma tillverkade.

## Historik

### Bakgrund
Fabergé och hans guldsmeder gjorde det första ägget till påsk 1885. Det var på beställning av tsar Alexander III av Ryssland och skulle bli en påskpresent åt tsarens danska hustru Maria Fjodorovna. På utsidan var det ett enkelt emaljerat vitt ägg, men när man öppnade det avslöjades en gyllene gula. Inuti gulan fanns det en förgylld höna och inuti den fanns en liten krona.
Tsarinnan blev så förtjust i ägget att Alexander utsåg Fabergé till kunglig hovleverantör och han fick till uppgift att till varje påsk förse tsarinnan med ett nytt ägg, men det skulle vara unikt och innehålla en överraskning. Nikolaj II av Ryssland fortsatte traditionen med en årlig gåva till sin tyska hustru, Alexandra Fjodorovna och fortsatte att ge ägg till sin mor änketsarinnan.

### Produktion och varianter
Fabergés företag blomstrade, och planeringen av äggen tog nästan ett år. Så fort man hade bestämt sig för ett tema, tog dussintals juvelkonstnärer över arbetet med att tillverka ägget.
Teman och utseendet på äggen var mycket varierande. Ett exempel på tsarens önskemål om överraskningar var det transsibiriska järnvägsägget från år 1900, som utvändigt dominerades av ett grått intetsägande band och en karta av järnvägen. Insidan glimrade däremot i form av ett litet komplett tåg i rent guld. 

### Efter revolutionen
Det gjordes totalt 57 ägg, och det enda ägget som lämnade Ryssland var det som Maria Fjodorovna tog med sig 1918. Resten av äggen blev bortglömda under tumultet under den ryska revolutionen 1917. Några ägg stals av plundrare, medan resten lades i Kremls valv. 
På 1930-talet sålde Josef Stalin fjorton ägg på västerländska auktionshus för att få in pengar. Några ägg såldes då för så lite som 400 dollar. 

### I nutiden
2006 fanns bara 21 stycken ägg kvar i Ryssland, och de är utställda på Kremls museum. Nio ägg köptes i februari 2004 av Viktor Vekselberg, och de äggen kom hem till Ryssland i juli samma år. Virginia Museum of Fine Arts och New Orleans Museum of Art och några andra museer har några ägg. Fyra ägg ägs av privata samlare, och sju ägg har ett okänt öde. När den ekvatorialguineanske politikern Teodoro Nguema Obiang Mangue år 2017 i Frankrike åtalades i sin frånvaro för bland annat korruption nämndes att ett dussin Fabergéägg återfanns i hans palats i Paris.
Idag finns det ett antal företag som erbjuder sina kunder kopior av fabergéägg.